# Валентина Миленковић
Валентина Миленковић, оперска певачица, сопран драмског фаха, првак Опере Српског народног позоришта.
Рођена је у Смедереву 1965. године. Факултет музичке уметности завршила у Београду 1990. Од 1994. године наступа као солиста СНП-а.
2000. године се усавршавала у Милану као стипендиста Министарства инсотраних послова Италије.

## Остварене улоге
| Композитор         | Дело                 | Улога                     |
| Ђузепе Верди       | Трубадур             | Леонора                   |
|                    | Набуко               | Абигаела                  |
|                    | Атила                | Одабела                   |
| Ђакомо Пучини      | Мадам Батерфлај      | Ћо-Ћо-Сан                 |
|                    | Тоска                | Тоска                     |
| Шарл Гуно          | Фауст                | Маргарета                 |
| Пјетро Маскањи     | Кавалерија рустикана | Сантуца                   |
| Франко Алфано      | Васкрсење            | Катјуша                   |
| Дмитриј Шостакович | Катерина Измајлова   | Катерина Љвовна Измајлова |
| Жорж Бизе          | Кармен               | Микаела                   |
| Сергеј Рахмањинов  | Алеко                | Земфира                   |
| Јаков Готовац      | Еро с онога свијета  | Ђула                      |
| Јохан Штраус млађи | Слепи миш            | Розалинда фон Ајзенштајн  |

## Награде
- Годишње награде СНП-а:
  - 1999. – за улогу Тоске у опери „Тоска” Ђакома Пучинија
  - 2001. – за улогу Абигаеле у опери „Набуко“ Ђузепеа Вердија